# Simprulla argentina
Simprulla argentina är en spindelart som beskrevs av Cândido Firmino de Mello-Leitão 1940. 
Simprulla argentina ingår i släktet Simprulla och familjen hoppspindlar. Inga underarter finns listade i Catalogue of Life.